# Ostrožka
Ostrožka (Consolida) je rod rostlin z čeledi pryskyřníkovité (Ranunculaceae).

## Popis
Jedná se o jednoleté byliny. Lodyhy jsou většinou alespoň trochu větvené. Listy jsou řapíkaté, dolní dlouze, lodyžní kratčeji, horní až skoro přisedlé, jsou většinou několikrát zpeřené s čárkovitými úkrojky. Květy jsou uspořádány do květenství, většinou do hroznů nebo lat, na bázi květní stopky jsou listeny, na květní stopce listénce. Květy jsou oboupohlavné a souměrné (zygomorfické), zpravidla modré, modrofialové nebo červenofialové barvy, řidčeji mohou být i růžové nebo bílé. Kališních, lístků je 5, jsou petalizované (napodobují korunu), horní nese ostruhu. Korunní lístky jsou 2, jsou srostlé, s ostruhou a nesou nektaria. Tyčinek je mnoho. Pestík je jen jeden. Plodem je měchýřek, měchýřky jsou jednotlivé, obsahují hodně semen.

## Rozšíření
Je známo kolem 40 druhů, které jsou přirozeně rozšířeny v Evropě, západní až střední Asii a v severní Africe. Adventivně se ale vyskytují i jinde, např. v Severní Americe nebo Austrálii. Ve střední Evropě je původní jen ostrožka stračka (Consolida regalis), další 2 druhy ostrožka východní (Consolida hispanica) a ostrožka zahradní (Consolida ajacis) jsou pěstované a místy zplanělé nebo zdomácnělé.

## Využití
Některé druhy, jako třeba ostrožka zahradní (Consolida ajacis), jsou pěstovány jako okrasné letničky.